# مادة كيميائية أولية
المواد الكيميائية الأولية (بالإنجليزية: Commodity chemicals) (أو السلع السائبة (bulk commodities) أو الكيماويات السائبة (bulk chemicals)) هي مجموعة من المواد الكيميائية التي يتم تصنيعها لخدمة الأسواق العالمية. إن المواد الكيماوية الأولية ذات أهمية كبيرة في الصناعات الكيميائية، إذ تعد من المواد الأولية الضرورية لإنتاج سلع ومنتجات بكميات كبيرة لتلبية حاجة السوق منها، حيث أن حمض الكبريتيك على سبيل المثال من المواد الكيميائية الأولية المهمة لدخوله في عدد كبير جداً من الصناعات الأساسية ذات الأهمية الاقتصادية. 

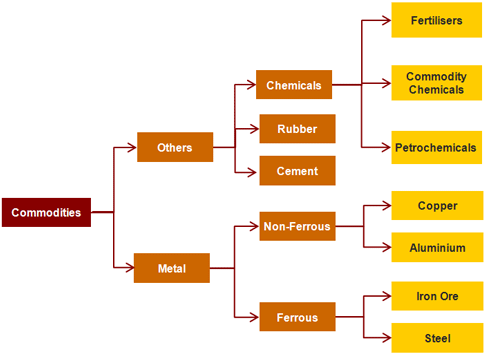

يُنشر متوسط أسعار المواد الكيميائية السلعية بانتظام في مجلات متخصصة بتجارة الكيماويات ومواقع مثل Chemical Week و ICIS وباللغة العربية موقع كيماويات الخليج. كانت هناك العديد من الدراسات حول حجم وتعقيد هذا السوق على سبيل المثال في الولايات المتحدة الأمريكية.
المواد الكيماوية الأولية (Commodity chemicals) هي قطاع فرعي من الصناعة الكيميائية (القطاعات الفرعية الأخرى هي المواد الكيماوية الدقيقة، والمواد الكيماوية المتخصصة والمواد الكيماوية غير العضوية ، والبتروكيماويات ، والمستحضرات الصيدلانية، والطاقة المتجددة (مثل الوقود الحيوي ) والمواد (مثل البوليمرات الحيوية )) كل هذه القطاعات فروع للصناعة الكيميائية.

## أنواع
غالبًا ما يتم تصنيف المركبات الكيميائية إلى فئتين، فئة عضوية وفئة لاعضوية.

### كيماويات لاعضوية
- كبريتات الألومنيوم
- أمونيا
- نترات الأمونيوم
- كبريتات الأمونيوم
- أسود الكربون
- كلور
- ثنائي فوسفات الأمونيوم
- فوسفات أمونيوم ثنائي هيدروجين
- حمض الهيدروكلوريك
- فلوريد الهيدروجين
- بيروكسيد الهيدروجين
- حمض النتريك
- أكسجين
- حمض الفوسفوريك
- كربونات الصوديوم
- كلورات الصوديوم
- كلورات الصوديوم
- sodium silicate
- حمض الكبريتيك
- ثنائي أكسيد التيتانيوم

### المواد الكيميائية العضوية
من المواد الكيميائية العضوية السلعية عالية الطلب:
- حمض الخليك
- أسيتون
- حمض الأكريليك
- أكريلونتريل
- حمض الأديبيك
- بنزين
- بوتاديين
- بوتانول
- كابرولاكتام
- كومين
- حلقي الهكسان
- فثالات مضاعف (2-إيثيل الهكسيل)
- إيثانول
- إيثيلين
- أكسيد الإيثيلين
- إيثيلين غليكول
- ميثانال
- ميثانول
- octanol
- فينول
- أنهيدريد الفثاليك
- بولي بروبيلين
- بولي ستايرين
- كلوريد متعدد الفاينيل
- بروبيلين
- polypropylene glycol
- propylene oxide
- ستايرين
- حمض التيريفثاليك
- تولوين
- ثنائي إيزوسيانات التولوين
- يوريا
- كلوريد الفاينيل
- زيلين

## القطاعات
تُنتجُ المواد الكيميائية السلعية لتوريد احتياجات الشركات الصناعية ويمكن تحديد أكثر تلك الصناعات طلبا على المواد الكيميائية السابق ذكرها وهي الصناعات التالية:
- اللدائن (البلاستيك) والألياف الصناعية والمطاط الصناعي
- الأصباغ والخضاب والدهانات والعوازل (Coating)
- الأسمدة والكيماويات الزراعية والمبيدات
- مستحضرات التجميل والصابون وعوامل التنظيف والمنظفات
- الأدوية
- التعدين

## أنظر أيضا
- الكيماويات المتخصصة
- كيماويات دقيقة
- الصناعة الكيماوية
- البتروكيماويات
- منشأة كيميائية
- الكيمياء العضوية
- التصنيف التجاري للمواد الكيميائية